# Rastaman Vibration
Rastaman Vibration is het achtste studioalbum van Bob Marley & The Wailers, uitgebracht op 30 april 1976. Het album was een groot succes in de Verenigde Staten en het enige album van Bob Marley dat de top tien van de Billboard 200 bereikte. Ook Marleys meest succesvolle single in de Verenigde Staten, "Roots, Rock, Reggae", komt van Rastaman Vibration. Dit is zijn enige nummer dat de Billboard Hot 100 bereikte. Het album is een van de weinige albums van Marley waarop synthesizers prominent aanwezig zijn.
Ook twee ex-Wailers brachten dat jaar een album uit, Legalize It van Peter Tosh en Blackheart Man van Bunny Wailer.
In Nederland was het album weinig succesvol. Het stond in de week van 26 juni 1976 een week genoteerd in de voorloper van de Album Top 100 (plaats 20).

## Nummers

### Originele uitgave
| Nr. | Titel                              | Duur |
| --- | ---------------------------------- | ---- |
| 1.  | Positive Vibration (Vincent Ford)  | 3:33 |
| 2.  | Roots, Rock, Reggae (Vincent Ford) | 3:38 |
| 3.  | Johnny Was (Rita Marley)           | 3:48 |
| 4.  | Cry to Me (Rita Marley)            | 2:36 |
| 5.  | Want More (Aston Barrett)          | 4:15 |

| Nr. | Titel                                           | Duur |
| --- | ----------------------------------------------- | ---- |
| 1.  | Crazy Baldhead (Rita Marley/Vincent Ford)       | 3:11 |
| 2.  | Who The Cap Fit (Aston Barrett/Carlton Barrett) | 4:43 |
| 3.  | Night Shift (Bob Marley)                        | 3:11 |
| 4.  | War (Allen Cole/Carlton Barrett)                | 3:36 |
| 5.  | Rat Race (Rita Marley)                          | 2:49 |

| Nr. | Titel                 | Duur |
| --- | --------------------- | ---- |
| 11. | Jah Live (Bob Marley) |      |

### Cd-versie
| Nr. | Titel                   | Duur |
| --- | ----------------------- | ---- |
| 1.  | Positive Vibration      | 3:33 |
| 2.  | Roots, Rock, Reggae     | 3:38 |
| 3.  | Johnny Was              | 3:48 |
| 4.  | Cry to Me               | 2:36 |
| 5.  | Want More               | 4:15 |
| 6.  | Crazy Baldhead          | 3:11 |
| 7.  | Who The Cap Fit         | 4:43 |
| 8.  | Night Shift             | 3:11 |
| 9.  | War                     | 3:36 |
| 10. | Rat Race                | 2:49 |
| 11. | Jah Live (Original Mix) | 4:17 |

## Hitnoteringen
| Rastaman Vibration in de Nederlandse Album Top 100 - binnen: 26-06-1976 | Rastaman Vibration in de Nederlandse Album Top 100 - binnen: 26-06-1976 | Rastaman Vibration in de Nederlandse Album Top 100 - binnen: 26-06-1976 |
| Week                                                                    | 1                                                                       |                                                                         |
| ----------------------------------------------------------------------- | ----------------------------------------------------------------------- | ----------------------------------------------------------------------- |
| Nummer                                                                  | 20                                                                      | uit                                                                     |

Bob Marley · Junior Braithwaite · Beverley Kelso · Bunny Wailer · Peter Tosh · Cherry Smith · Constantine "Vision" Walker · Earl "Chinna" Smith · Aston Barrett · Joe Higgs · Earl Lindo · Carlton Barrett · Al Anderson · Alvin Patterson · Junior Marvin · Donald Kinsey · Tyrone Downie · I Threes (Rita Marley · Marcia Griffiths · Judy Mowatt)